# Walter Roper Lawrence
Sir Walter Roper Lawrence, I Baronetto (Moreton, 9 febbraio 1857 – 25 maggio 1940), è stato uno scrittore inglese.

## Biografia
Era il figlio di George Lawrence, e di sua moglie, Catherine Lewis.

### Carriera
Servì nell'Indian Civil Service (1879–1895), durante il quale è stato un Commissario di Kashmir. Durante il viaggio in Kashmir, produsse una breve storia della geografia, della cultura del popolo e dello Stato tirannico di Dogra sul Kashmir. Durante la sua breve visita, è stato autore di una guida completa del Kashmir, The Valley of Kashmir.
Sir Walter Roper Lawrence fu il primo uomo ha riferire circa le miserie affrontate dalla gente del Kashmir sotto il dominio autocratico di Dogra.
Sir Walter Roper Lawrence è stato segretario privato del viceré dell'India, Lord Curzon (1899–1903). Ha anche accompagnato il Principe e la Principessa di Galles nell'India britannica come Capo di Stato Maggiore. Come autore tra le sue opere più importanti: The Valley of Kashmir (1895) e The India we served (1929).

## Matrimonio
Sposò, il 18 marzo 1885, Lilian Gertrude James (1858–18 dicembre 1929), figlia di John Gwynne James. Ebbero due figli:
- Percy Roland Lawrence (9 aprile 1886–16 maggio 1950), sposò Susan Addis, ebbero cinque figli;
- Henry Walter Neville Lawrence (26 ottobre 1891–24 maggio 1959), sposò Sarah Butler, ebbero un figlio.

## Morte
Morì il 25 maggio 1940, all'età di 83 anni.